# Gordonville (Alabama)
Pour les articles homonymes, voir Gordonville.
Gordonville est une municipalité américaine située dans le comté de Lowndes en Alabama.
Selon le recensement de 2010, sa population est de 326 habitants. La municipalité s'étend sur 5,60 milles carrés (14,5 km2).

## Démographie
| 2000 | 2010 |
| ---- | ---- |
| 318  | 326  |